# Leviczky Klára
Leviczky Klára névvariáns: Leviczki Klára, Leviczky Klári; (Nyíregyháza, 1957. május 2. –) magyar színésznő.

## Életpálya
Nyíregyházán, gimnazista korában, a városszerte népszerű Zig-Zug színpad egyik alapító tagja volt. Akkoriban a színjátszást még csak szórakozásból, kellemes időtöltésként űzte. Akkor gondolt rá komolyabban, mikor a Regölők országos versenyén elsők lettek. Problémamentesen, elsőre felvették a Színművészeti Főiskolára, Horvai István osztályába. A Vígszínházba került gyakorlatra, ahol például az Ami a legszentebb című darabban egyszerre hat figurát kellett eljátszania, kikapóst lányt alakított a Kakukkfészekben. Még főiskolás korában a Galgóczi Erzsébet novellájából készült Kinek a törvénye? című játékfilmben a női főszerepet alakította kitűnően. Ezután szinte sorozatban kapott újabb filmes feladatokat Bacsó Pétertől, Gyarmathy Líviától és Bácskai Lauró Istvántól is. 1979-ben kapott diplomát, a budapesti Madách Színházhoz szerződött. Ezt követően 1980-tól egy évadot töltött a Pécsi Nemzeti Színházban. 1981-től a győri Kisfaudy Színház tagja volt. 1983-1985 között a szolnoki Szigligeti Színházban játszott. 1985-1988 között a Békés Megyei Jókai Színházhoz szerződött, de játszott az egri Gárdonyi Géza Színházban és szülővárosában a nyíregyházi Móricz Zsigmond Színházban is. 1988-tól szabadfoglalkozású művésznő.

## Színpadi szerepeiből
- William Shakespeare: Ahogy tetszik.... Rosalinda, a száműzött herceg lánya
- William Shakespeare: Hamlet.... Ophélia
- William Shakespeare: Vizkereszt, vagy amit akartok.... Viola
- Illyés Gyula: Sorsválsztók.... Fruska
- Botho Strauss: Ó, azok a hipochonderek.... Vera
- Vörösmarty Mihály: Csongor és Tünde.... Ledér
- Carlo Goldoni: A fogadósné.... Dejanira, színésznő
- Georges Feydeau: Megáll az ész!.... Adrienne
- August Strindberg: Az apa.... Bertha, a lányuk
- Eisemann Mihály: Fekete Péter.... Michonné
- Gerhart Hauptmann: A patkányok.... Walburga, Harro leánya
- Viktor Rozov: Szállnak a darvak.... Varja; Nyura
- Mihail Roscsin: Olga.... Olga
- Heinrich von Kleist: Homburg hercege.... A választófejedelemné
- Szép Ernő: Vőlegény.... Duci
- Polgár András: Kettős helyszín.... H. Kovács Gizi
- Bereményi Géza: Légköbméter.... Meny
- Déry Tibor: A tanúk.... Borosné
- Foissy: Családi háromszög.... Sophie Melania
- Maurice Maeterlinck: A kék madár.... disznó

## Filmek, tv
- Havasi selyemfiú (1978)
- Látástól vakulásig (1978)
- Nők apróban (1978)
- Szerelem (1979)
- Kinek a törvénye? (1979)
- Mese habbal (1979)
- Minden szerdán (1979)
- Egy hónap falun (1980)
- Kopaszkutya (1981)
- A természet lágy ölén (1981)
- W. Shakespeare: Hamlet – A fegyveres; A filozófus (1982)
- Sértés: 3. epizód (A nem várt vendég) (1979, tévéfilm; 1983, játékfilm)
- Visszaesők (1983)